# Tour of Beijing 2012
2. edycja wyścigu kolarskiego Dookoła Pekinu odbyła się w dniach 9–13 października 2012 i liczyła 753,5 km. Start i meta tego pięcioetapowego wyścigu znajdowały się w Pekinie. Wyścig ten figurował w rankingu światowym UCI World Tour 2012 i był ostatnim wyścigiem tego cyklu w sezonie.
Zwyciężył Niemiec Tony Martin z grupy Omega Pharma-Quick Step, dla którego było to drugie zwycięstwo w tym wyścigu (poprzednio rok temu w pierwszej edycji) i pierwsze w cyklu UCI World Tour 2012. Drugi był Włoch Francesco Gavazzi, a trzeci Norweg Edvald Boasson Hagen.
W wyścigu wystartowało czterech polskich kolarzy – Rafał Majka z Team Saxo Bank-Tinkoff Bank zajął 7. miejsce i wygrał klasyfikację młodzieżową, Tomasz Marczyński z grupy Vacansoleil-DCM był ósmy, 25. miejsce zajął Maciej Paterski z Liquigas-Cannondale, a Jarosław Marycz z Team Saxo Bank-Tinkoff Bank zajął w końcowej klasyfikacji 64. miejsce.

## Uczestnicy
Na starcie wyścigu stanęło dziewiętnaście drużyn: osiemnaście jeżdżących w UCI World Tour 2012 i jedna zaproszona przez organizatorów z tzw. "dziką kartą".
| Numery | Kod | Drużyna                 |
| ------ | --- | ----------------------- |
| 1-8    | OPQ | Omega Pharma-Quick Step |
| 11-18  | ALM | Ag2r-La Mondiale        |
| 21-28  | AST | Pro Team Astana         |
| 31-38  | BMC | BMC Racing Team         |
| 41-48  | EUS | Euskaltel-Euskadi       |
| 51-58  | FDJ | FDJ-BigMat              |
| 61-68  | GRS | Garmin-Sharp            |
| 71-78  | KAT | Team Katusha            |
| 81-88  | LAM | Lampre-ISD              |
| 91-98  | LIQ | Liquigas-Cannondale     |

| Numery  | Kod | Drużyna                          |
| ------- | --- | -------------------------------- |
| 101-108 | LTB | Lotto-Belisol                    |
| 111-118 | MOV | Movistar Team                    |
| 121-128 | OGE | Orica-GreenEDGE                  |
| 131-138 | RAB | Rabobank Cycling Team            |
| 141-148 | RNT | RadioShack-Nissan                |
| 151-158 | SKY | Sky Procycling                   |
| 161-168 | STB | Team Saxo Bank-Tinkoff Bank      |
| 171-178 | VCD | Vacansoleil-DCM                  |
| 181-188 | CSS | Champion System Pro Cycling Team |

## Etapy
| Etap | Data            | Start - Meta                                  | km    | Typ         | Zwycięzca etapu   | Lider        |
| ---- | --------------- | --------------------------------------------- | ----- | ----------- | ----------------- | ------------ |
| 1    | 9 października  | Plac Niebiańskiego Spokoju - Stadion Narodowy | 117   | Płaski      | Elia Viviani      | Elia Viviani |
| 2.   | 10 października | Stadion Narodowy - Mentougou                  | 126   | Pagórkowaty | Tony Martin       | Tony Martin  |
| 3.   | 11 października | Mentougou - Badaling                          | 162,5 | Górski      | Francesco Gavazzi | Tony Martin  |
| 4.   | 12 października | Yanqing - Changping                           | 165,5 | Pagórkowaty | Marco Haller      | Tony Martin  |
| 5.   | 13 października | Changping - Pinggu                            | 182,5 | Górski      | Steve Cummings    | Tony Martin  |

## Posiadacze koszulek po poszczególnych etapach
| Etap                 | Zwycięzca            | Klasyfikacja generalna | Klasyfikacja górska | Klasyfikacja punktowa | Klasyfikacja młodzieżowa | Klasyfikacja drużynowa |
| -------------------- | -------------------- | ---------------------- | ------------------- | --------------------- | ------------------------ | ---------------------- |
| 1                    | Elia Viviani         | Elia Viviani           | -                   | Elia Viviani          | Elia Viviani             | Movistar Team          |
| 2                    | Tony Martin          | Tony Martin            | Daniel Martin       | Tony Martin           | Rafał Majka              | Astana                 |
| 3                    | Francesco Gavazzi    | Tony Martin            | Daniel Martin       | Francesco Gavazzi     | Rafał Majka              | Liquigas-Cannondale    |
| 4                    | Marco Haller         | Tony Martin            | Daniel Martin       | Edvald Boasson Hagen  | Rafał Majka              | Liquigas-Cannondale    |
| 5                    | Steve Cummings       | Tony Martin            | Daniel Martin       | Edvald Boasson Hagen  | Rafał Majka              | Liquigas-Cannondale    |
| Klasyfikacja końcowa | Klasyfikacja końcowa | Tony Martin            | Daniel Martin       | Edvald Boasson Hagen  | Rafał Majka              | Liquigas-Cannondale    |

## Końcowa klasyfikacja generalna
| M-ce | Imię i nazwisko      | Kraj       | Drużyna                     | Czas       |
| ---- | -------------------- | ---------- | --------------------------- | ---------- |
| 1    | Tony Martin          | Niemcy     | Omega Pharma-Quick Step     | 17h 16'56" |
| 2    | Francesco Gavazzi    | Włochy     | Pro Team Astana             | + 40"      |
| 3    | Edvald Boasson Hagen | Norwegia   | Procycling Sky              | + 46"      |
| 4    | Daniel Martin        | Irlandia   | Garmin-Sharp                | + 50"      |
| 5    | Eros Capecchi        | Włochy     | Liquigas-Cannondale         | + 52"      |
| 6    | Rinaldo Nocentini    | Włochy     | Ag2r-La Mondiale            | + 56"      |
| 7    | Rafał Majka          | Polska     | Team Saxo Bank-Tinkoff Bank | + 56"      |
| 8    | Tomasz Marczyński    | Polska     | Vacansoleil-DCM             | + 56"      |
| 9    | Rui Costa            | Portugalia | Movistar Team               | + 1'00"    |
| 10   | Tom Wellens          | Belgia     | Lotto-Belisol               | + 1'00"    |